# Iris Spranger

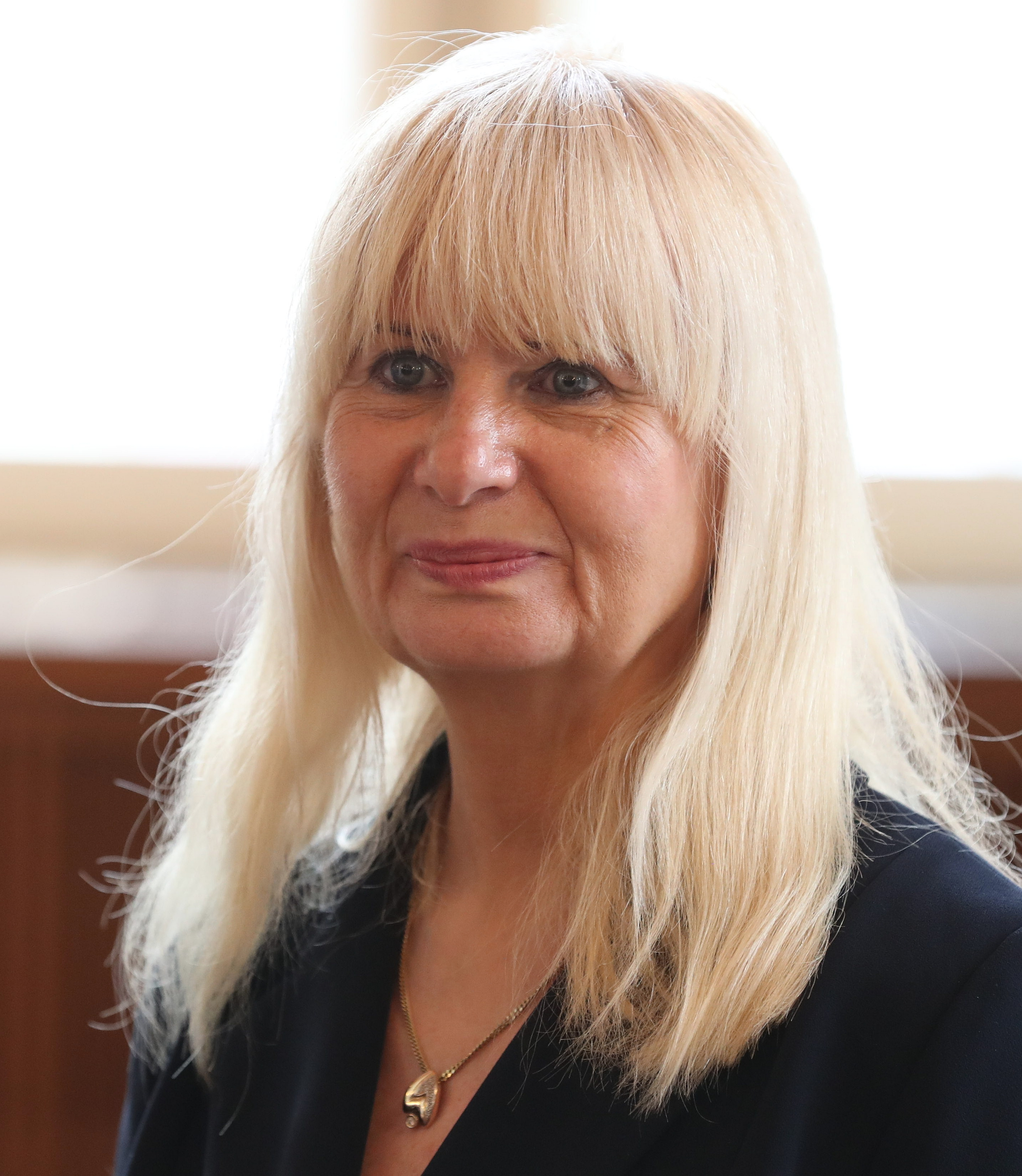
Iris Spranger, 2022

Iris Spranger (* 19. September 1961 in Halle / Saale) ist eine deutsche Politikerin (SPD). Sie ist seit dem 21. Dezember 2021 Berliner Senatorin für Inneres und Sport. Seit 2011 ist sie Mitglied des Berliner Abgeordnetenhauses, dem sie bereits von 1999 bis 2006 angehörte. In den Jahren 2006 bis 2011 war sie Staatssekretärin in der Senatsverwaltung für Finanzen.

## Biografie
Iris Spranger machte im Jahr 1980 Abitur und studierte von 1986 bis 1991 Rechtswissenschaften an der Humboldt-Universität zu Berlin (ohne Abschluss). Ab 1993 machte sie eine Ausbildung als Bilanzbuchhalterin und gründete ein Jahr später ein Unternehmen im Bereich Finanzbuchhaltung, das sie bis 2006 weiterführte. In den Jahren 1994 bis 2006 war sie freie Dozentin für Steuerrecht und kaufmännische Software an der Handwerkskammer Potsdam. Spranger ist verheiratet und hat einen Sohn.

## Politik
Spranger trat im Jahr 1994 in die SPD ein. Von 2002 bis 2022 war sie Mitglied des Landesvorstands, ab 2004 als stellvertretende Vorsitzende der Berliner SPD. Von 1999 bis 2006 war sie Mitglied im Abgeordnetenhaus von Berlin und auch stellvertretende Vorsitzende ihrer Fraktion. Von 2006 bis 2011 war Spranger Staatssekretärin für Finanzen in der Berliner Senatsverwaltung. Mit der Übernahme des Amtes einer Staatssekretärin schied sie aus dem Parlament aus. Bei der Wahl zum Abgeordnetenhaus von Berlin im September 2011 trat sie als Direktkandidatin im Wahlkreis Marzahn-Hellersdorf 5 an, konnte sich jedoch nicht gegen Mario Czaja (CDU) durchsetzen. Über die Bezirksliste Marzahn-Hellersdorf gelang ihr dennoch der Wiedereinzug in das Landesparlament. Spranger ist baupolitische Sprecherin der SPD-Fraktion im Abgeordnetenhaus. Bei der Wahl zum Abgeordnetenhaus von Berlin 2016 wurde sie über die Bezirksliste Marzahn-Hellersdorf erneut in das Berliner Abgeordnetenhaus gewählt. Bei der Abgeordnetenhauswahl 2021 und der Wiederholungswahl 2023 konnte sie ihren Sitz im Abgeordnetenhaus verteidigen.
Für die Bundesversammlung am 18. März 2012 wurde sie von ihrer Fraktion nominiert, den neuen Bundespräsidenten zu wählen.
Von April 2018 bis Mai 2022 war sie Kreisvorsitzende der SPD des Bezirks Marzahn-Hellersdorf.
Am 21. Dezember 2021 wurde sie als erste Frau Berliner Senatorin für Inneres, Digitalisierung und Sport im Senat Giffey. Sie behielt ihr Amt auch ab dem 27. April 2023 im Senat Wegner als Senatorin für Inneres und Sport. Im Jahr 2023 war sie Vorsitzende der Innenministerkonferenz.

## Sonstiges
Spranger ist stellvertretende Landesvorsitzende der Berliner Arbeiterwohlfahrt (AWO) und Mitglied im Präsidium des Bundesverbandes der AWO. Des Weiteren ist sie Vorstandsmitglied der Bundesarbeitsgemeinschaft der Freien Wohlfahrtspflege (BAGFW) und Vorsitzende des Fördervereins des Victor-Klemperer-Kollegs.
Sie ist mit dem SPD-Politiker Jörg Stroedter verheiratet.